# 多营镇
多营镇，是中华人民共和国四川省雅安市雨城区下辖的一个乡镇级行政单位。2019年12月，撤销对岩镇，将原对岩镇对岩村、坎坡村、彭家村、葫芦村、陇阳村、殷家村所属区域划归多营镇管辖。

## 行政区划
多营镇下辖以下地区：
上坝村、下坝村、陆王村、五营村、大深村和龙池村。